# Hemangioma

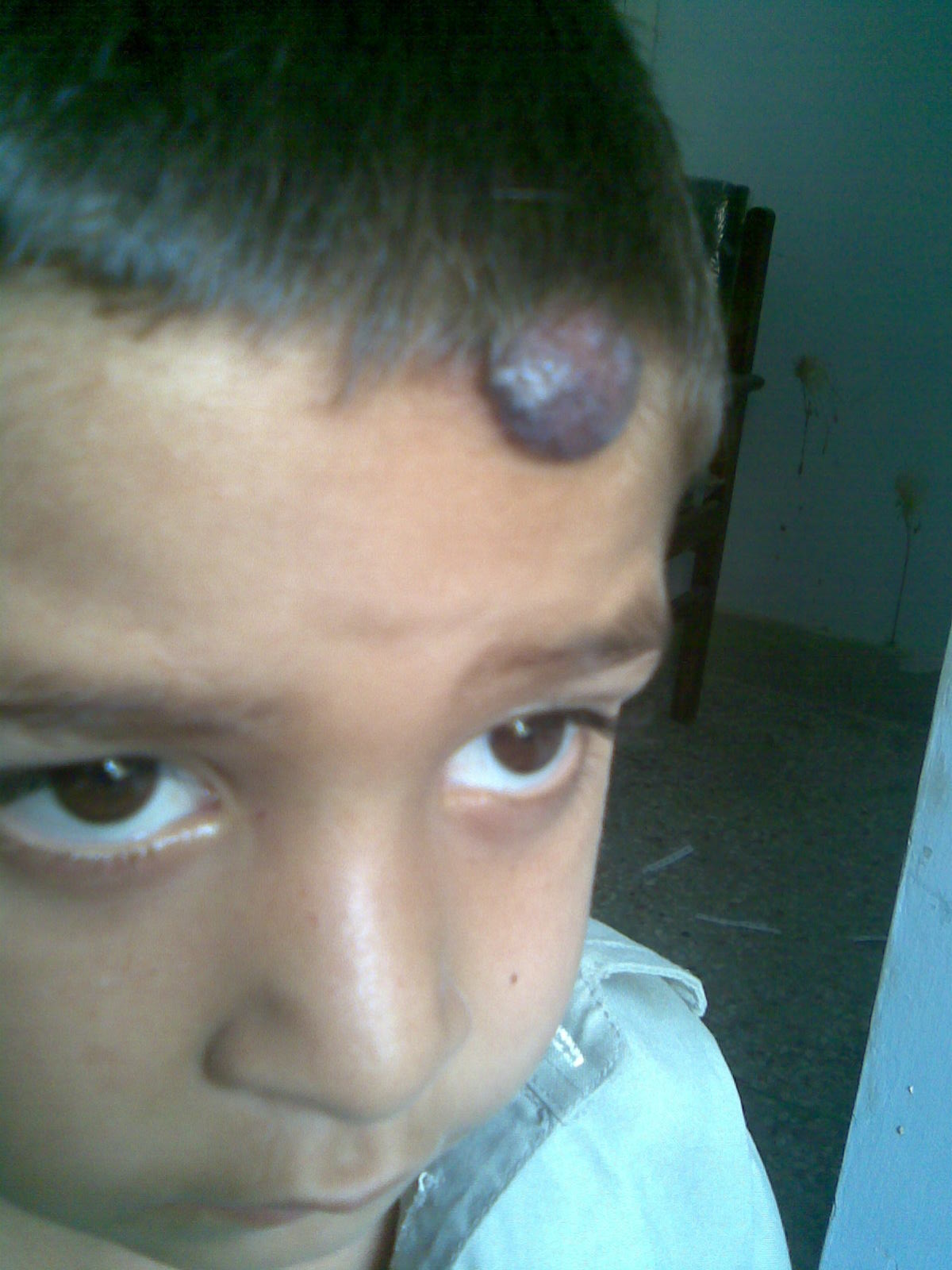
Hemangioma na testa de menino de 6 anos.

Hemangiomas (do grego haema- (αίμα), "sangue"; angeio (αγγείο), "vaso"; -oma (-ωμα) "tumor") são angiomas, tumores vasculares benignos causados por um crescimento anormal de vasos sanguíneos que geralmente não causam danos, apenas são desagradáveis esteticamente. São mais comuns na pele, especialmente na cabeça e pescoço, mas podem aparecer em vários órgãos, como o fígado, o baço,  o pâncreas, na boca ou em bolsas sinoviais.
Apesar de serem formados por proliferação de vasos sanguíneos, hemangiomas raramente se relacionam a sangramento importante caso ocorram traumas ou ferimentos.

## Introdução
O termo hemangioma tem tradicionalmente sido usado para descrever uma variedade de anomalias vasculares de desenvolvimento. Atualmente, os hemangiomas são considerados tumores benignos da infância que exibem uma rápida fase de crescimento com proliferação de células endoteliais, seguida de uma involução gradual.
Muitos hemangiomas podem não ser reconhecidos ao nascimento, mas surgem subsequentemente durante as 8 primeiras semanas de vida. Por outro lado, as malformações vasculares são anomalias estruturais dos vasos sanguíneos
sem proliferação endotelial. Por definição, as malformações vasculares estão presentes ao nascimento e persistem
ao longo da vida. Elas podem ser categorizadas de acordo com o tipo de vaso envolvido (capilar, venoso, arteriovenoso) e de acordo com as características hemodinâmicas (baixo fluxo ou alto fluxo).

## Classificação
Por longo período de tempo não houve consenso em relação à terminologia e à classificação destas lesões, com impacto negativo nas indicações terapêuticas, muitas vezes aplicadas de forma heterogênea e não parametrizada, elevando a probabilidade de condutas iatrogênicas.
As primeiras classificações adotadas para a categorização das anomalias vasculares apresentavam características puramente descritivas. Sucessivamente, deram lugar às classificações baseadas em achados anatomopatológicos, embriológicos e as classificações baseadas no comportamento biológico da lesão.
A falta de classificação diagnóstica aceita internacionalmente não permitia, até recentemente, a padronização terapêutica adequada, dificultando a criação de condutas protocoladas, além de comprometer a comparação entre diferentes opções de tratamento.
Na atualidade, a classificação baseada no aspecto biológico é adotada internacionalmente. Baseia-se na correlação  entre comportamento biológico celular e evolução clínica, com impacto direto no tipo de tratamento definido. Em 1996, a International Society for the Study of Vascular Anomalies (ISSVA), entidade internacional responsável por definir as diretrizes no tratamento das anomalias vasculares, aprimorou a classificação proposta inicialmente por Mulliken e Glowacki, levando ao fim as clássicas denominações de hemangiomas fragiforme, capilar, cavernoso ou tuberoso e ainda outras denominações como nevus flmeus e linfangiomas. A classificação proposta pela ISSVA divide as anomalias vasculares de modo simples e prático, em apenas duas principais categorias: os tumores vasculares e as malformações vasculares. Com a aplicação desta classificação, tornou-se possível um melhor diálogo entre os profissionais e uniformização na nomenclatura entre clínicos, cirurgiões e patologistas.
Hemangioma, a partir deste momento, passou a significar apenas um tumor vascular benigno, com características peculiares, decorrente de distúrbios no processo de angiogênese, ou seja, a formação de estruturas vasculares a partir de vasos sanguíneos preexistentes.
As malformações vasculares, anomalias congênitas da vasculogênese - processo de formação de estruturas vasculares a partir de precursores vasculares - contempla, portanto, todas as anomalias congênitas do sistema vascular. As
antigas denominações de hemangiomas tuberoso, cavernoso, e capilar são agora classificadas e denominadas malformações vasculares artério-venosas, venosas e capilares,  respectivamente. Da mesma forma, o linfangioma passou a ser denominado malformação linfática.

### Hemangioma da infância
Os hemangiomas são os tumores da infância mais comuns, ocorrendo em 5% a 10% das crianças com 1 ano de idade. São muito mais comuns em mulheres do que em homens (proporção: 3:1 a 5:1), e ocorrem mais frequentemente em brancos do que em outros grupos raciais. A localização mais comum é a região de cabeça e pescoço, representando 60% de todos os casos. Oitenta por cento dos hemangiomas ocorrem como lesões únicas, mas 20% dos pacientes acometidos irão apresentar lesões múltiplas.
Hemangiomas totalmente desenvolvidos raramente estão presentes ao nascimento, embora uma mácula pálida com telangiectasias filiformes possa ser notada na pele. Durante as primeiras semanas de vida, o tumor irá demonstrar um desenvolvimento rápido que ocorre de forma mais veloz do que o crescimento geral da criança. Tumores superficiais da pele se apresentam como aumentos de volume de superfície bosselada, com coloração vermelho-clara (“hemangioma em morango”). São firmes e borrachosos à palpação, e o sangue não pode ser evacuado com a aplicação de pressão. Tumores profundos podem se apresentar somente como crescimentos com coloração azulada. A fase proliferativa usualmente se estende por 6 a 10 meses, após a qual o tumor reduz seu crescimento e inicia sua involução. A cor altera-se gradualmente para uma coloração roxo-escura, e a lesão aparenta ser menos firme à palpação. Aos 5 anos de idade, grande parte da coloração vermelha é perdida. Cerca de metade dos hemangiomas irá exibir uma resolução completa aos 5 anos de idade, com 90% se resolvendo aos 9 anos de idade. Após a regressão completa do tumor, a pele normal será restabelecida em cerca de 50% dos pacientes. Entretanto, mais de 40% dos indivíduos afetados irão exibir alterações permanentes
como atrofia, cicatrizes, rugas ou telangiectasias.
Complicações ocorrem em cerca de 20% dos hemangiomas. O problema mais comum é a ulceração, que pode ocorrer com ou sem infecção secundária. Embora possa ser notada hemorragia, a perda sanguínea significativa não ocorre usualmente. Os hemangiomas que ocorrem em áreas cruciais podem ser associados a uma morbidade significativa. Tumores perioculares geralmente resultam em ambliopia (diminuição da visão), estrabismo, ou astigmatismo. Pacientes com hemangiomas cutâneos múltiplos
ou grandes hemangiomas faciais apresentam um elevado risco para a ocorrência simultânea de hemangiomas viscerais. Tumores no pescoço e na região laríngea podem levar
à obstrução das vias aéreas.
Grandes hemangiomas segmentados cervicofaciais podem ser componentes de uma síndrome bem reconhecida – síndrome PHACE(S). Esta sigla representa as  seguintes características:
- Anomalias da fossa cerebral Posterior (usualmente malformação de Dandy-Walker)
- Hemangioma (geralmente hemangioma cervical segmentado)
- Anomalias arteriais
- Defeitos Cardíacos e coarctação da aorta
- Anomalias oculares (do inglês, E''ye anomalies)
- Fenda esternal ou rafe supraumbilical (do inglês, S''ternal cleft or supraumbilical raphe)

O fenômeno de Kasabach-Merritt é uma coagulopatia séria que tem sido associada a dois tumores vasculares
raros conhecidos como hemangioma em tufos e hemangioendotelioma kaposiforme. Esta desordem é caracterizada por
uma trombocitopenia severa e hemorragia decorrente da
agregação plaquetária dentro do tumor. A taxa de mortalidade é elevada, com 20% a 30% dos casos.

#### Características histopatológicas
Hemangiomas da infância são caracterizados por numerosas células endoteliais volumosas e por lúmens vasculares geralmente indistintos. Neste estágio, tais lesões geralmente são microscopicamente conhecidas como hemangiomas juvenis ou celulares. Devido à sua natureza celular, estas lesões também têm sido chamadas de hemangioendoteliomas juvenis, embora este termo deva ser evitado, já que o termo hemangioendotelioma também é usado para designar outros tumores vasculares de potencial maligno intermediário. Com a maturação da lesão, as células endoteliais tornam-se achatadas, e os pequenos espaços vasculares capilares tornam-se mais evidentes. Com a involução do hemangioma, os espaços vasculares se tornam proeminentes e são substituídos por tecido conjuntivo fibroso.
As malformações vasculares não exibem ativa proliferação das células endoteliais, e os canais vasculares lembram o vaso de origem. Desse modo, as malformações capilares podem ser similares ao estágio capilar do hemangioma, enquanto as malformações venosas podem exibir vasos mais dilatados. Devido às suas semelhanças, muitas malformações vasculares são incorretamente categorizadas como hemangiomas. As malformações arteriovenosas mostram uma mistura de artérias de parede espessa e veias, em conjunto com vasos capilares.

## Causa

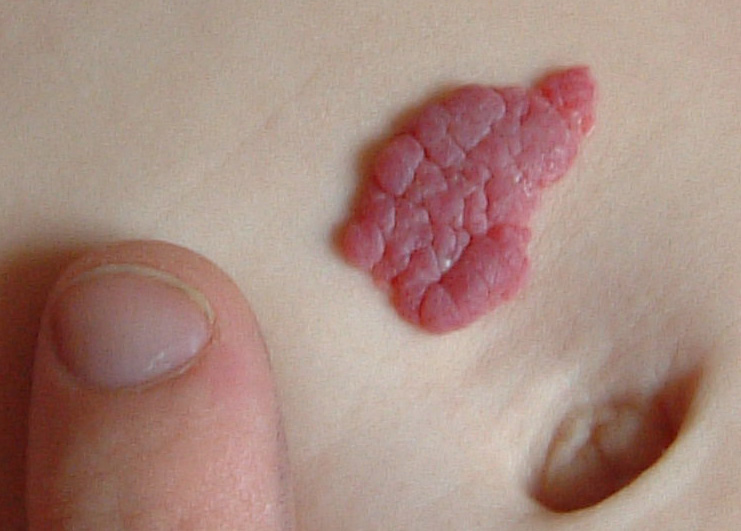
Aparência de hemangioma capilar.

Sua causa geralmente é uma anomalia congênita, ou seja, durante a gestação. Costuma aparecer nas primeiras 6 semanas de vida crescendo rapidamente. Também é comum em adolescentes e jovens adultos, de 20 a 30 anos. Possui uma variação comum em idosos.
Alguns estudos indicam correlação com o estrogênio e com falta de oxigenação das células. No recém-nascido associam com embolia da placenta.

## Epidemiologia
Muito comum em crianças e adolescentes, aparecendo em 10 a 12% dos bebês, especialmente os que nasceram com menos de 1 kg (30%). É cerca de 3 vezes mais comum em meninas e em caucasianos (brancos). Na maior parte das vezes ocorre na pele e as regiões da cabeça (60%) e tronco (25%) são os mais afetadas. Em 80% dos casos possui apenas uma lesão. Começa com protuberâncias rosadas, que crescem ficando mais vermelhas ou roxas que podem evoluir para um cinza pálido.

## Tratamento

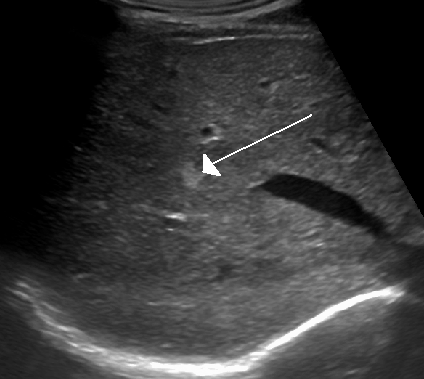
Hemangioma no fígado visto em ultrassom.

A maioria some deixando apenas marcas causando prejuízo estético ou desaparecendo completamente. Apenas hemangiomas que causam prejuízo respiratório, na visão, funcionalmente ou correm o risco de romper, costumam ser tratados.
Até recentemente, o tratamento de primeira-linha eram pílulas ou injeções de corticosteroides, mas agora existem tratamentos alternativos. Um estudo randomizado mostrou que o beta-bloqueador propranolol reduziu hemangiomas graves em crianças. A pomada de beta bloqueador em gel Timolol, está sendo testado para pequenos hemangiomas faciais que não necessitam de tratamento sistêmico ou cirúrgico. Outros tratamentos que têm sido utilizados incluem interferon ou vincristina. Elas podem ser consideradas se a terapia de primeira linha falhar.
Tratamento com laser amarelo pode ser usado para tratar manchas planas e superficiais no rosto, mas exige várias sessões e costuma ser caro e doloroso. Manchas mais internas ou com protuberâncias não respondem bem a esse tratamento. Feridas podem ser tratada com pomada e cosméticos para encobrir o local. Em crianças 90% dos casos costumam desaparecer ou diminuir sozinhos antes dos 10 anos. Em maiores de 10 anos, quando não indica estar regredindo, tratar mais cedo resulta em melhores resultados.